# Porte Notre-Dame de Pernes-les-Fontaines
La Porte Notre-Dame est une porte de ville fortifiée située à Pernes-les-Fontaines dans le département français de Vaucluse en région Provence-Alpes-Côte d'Azur, sur le territoire de l'ancien État du Comtat Venaissin.

## Localisation
La porte fait partie de la section septentrionale des remparts de Pernes-les-Fontaines, longée par la Nesque. Orientée au nord-ouest, elle mène à la « petite route de Carpentras ».
Elle se dresse en face de l'église Notre-Dame-de-Nazareth du côté extra-muros, et dans l'axe de la rue Raspail du côté intra-muros, juste à côté de la halle et de la fontaine du Cormoran.

## Historique
La porte de ville fortifiée a été construite en 1548,,, et la chapelle Notre-Dame-des-Grâces en 1510.
En 1944, la porte et la chapelle ont été détruites par les Allemands lors de leur retraite,. Elles ont été restaurées en 1951.
L'ensemble (la porte, le pont qui la précède ainsi que la chapelle et l'auvent couvert) est classé au titre des monuments historiques depuis le 4 octobre 1915.

## Description
L'ensemble est constitué d'un pont qui enjambe la Nesque, d'une porte de ville fortifiée et d'une chapelle, la chapelle Notre-Dame-des-Grâces.
Situé du côté extra-muros, le pont venant de la place Notre-Dame de Nazareth compte trois arches de hauteur croissante : les deux premières arches sont situées au-dessus de la berge et la troisième enjambe la rivière.
Le pilier situé entre la deuxième et la troisième arche porte une petite chapelle parallèle à la Nesque, la chapelle Notre-Dame Notre-Dame-des-Grâces. Pas plus large que le pilier, cette chapelle en encorbellement couverte de tuiles présente une très courte nef de deux travées percées chacune d'une fenêtre cintrée à simple ébrasement. Sa façade, orientée au sud-ouest, est percée d'un portail cintré de style classique à impostes saillantes et clé passante, et précédée d'un auvent de tuiles qui surmonte le pont et se termine par une loge carrée ornée de quatre colonnes toscanes.
Du côté extra-muros, la porte de ville présente deux tours aménagées pour le tir de la petite artillerie. Cette porte de la Renaissance présente une architecture soignée mais discrète et des murs lisses et bien appareilés. L'historien Giberti la décrit en ces termes en 1738 : « Deux fort belles tours rondes faites en queue de lampe qui font l'admiration des bons connaisseurs. Elles furent bâties en 1548 pour donner du large au lit de la rivière. À l'entrée de la ville, par cette porte, on trouve une place avec une halle des plus belles qu'on puisse voir ». La porte fortifiée est percée d'une porte dotée d'un arc cintré aux puissants claveaux et surmontée d'un blason. Les tours qui l'encadrent sont percées de nombreuses canonnières et surmontées de puissants mâchicoulis.
Du côté intra-muros, la porte de ville est agrémentée d'un large arc surbaissé et de deux gargouilles en forme de canon. 

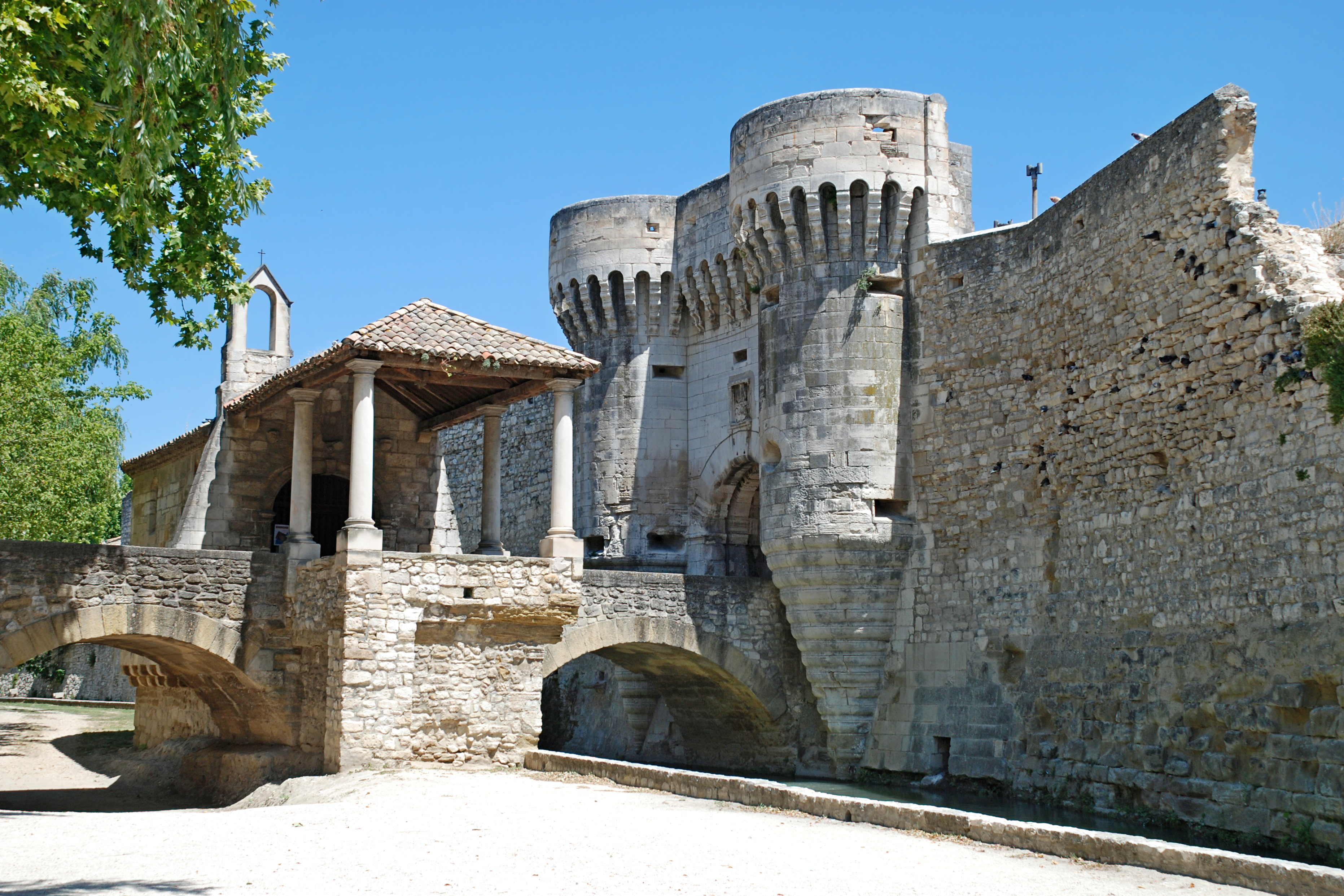
La chapelle, le pont et la porte.
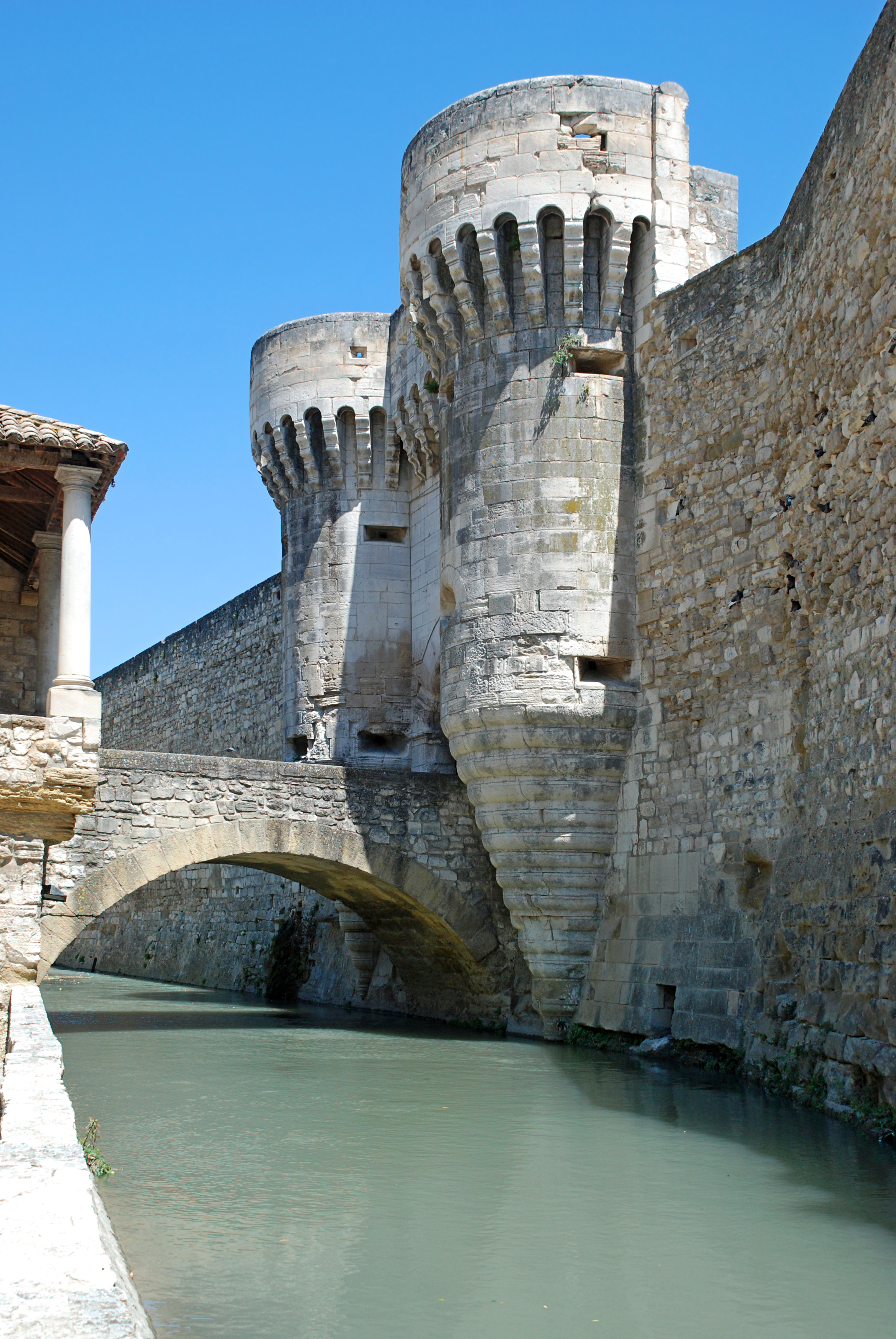
La Nesque au pied de la porte.
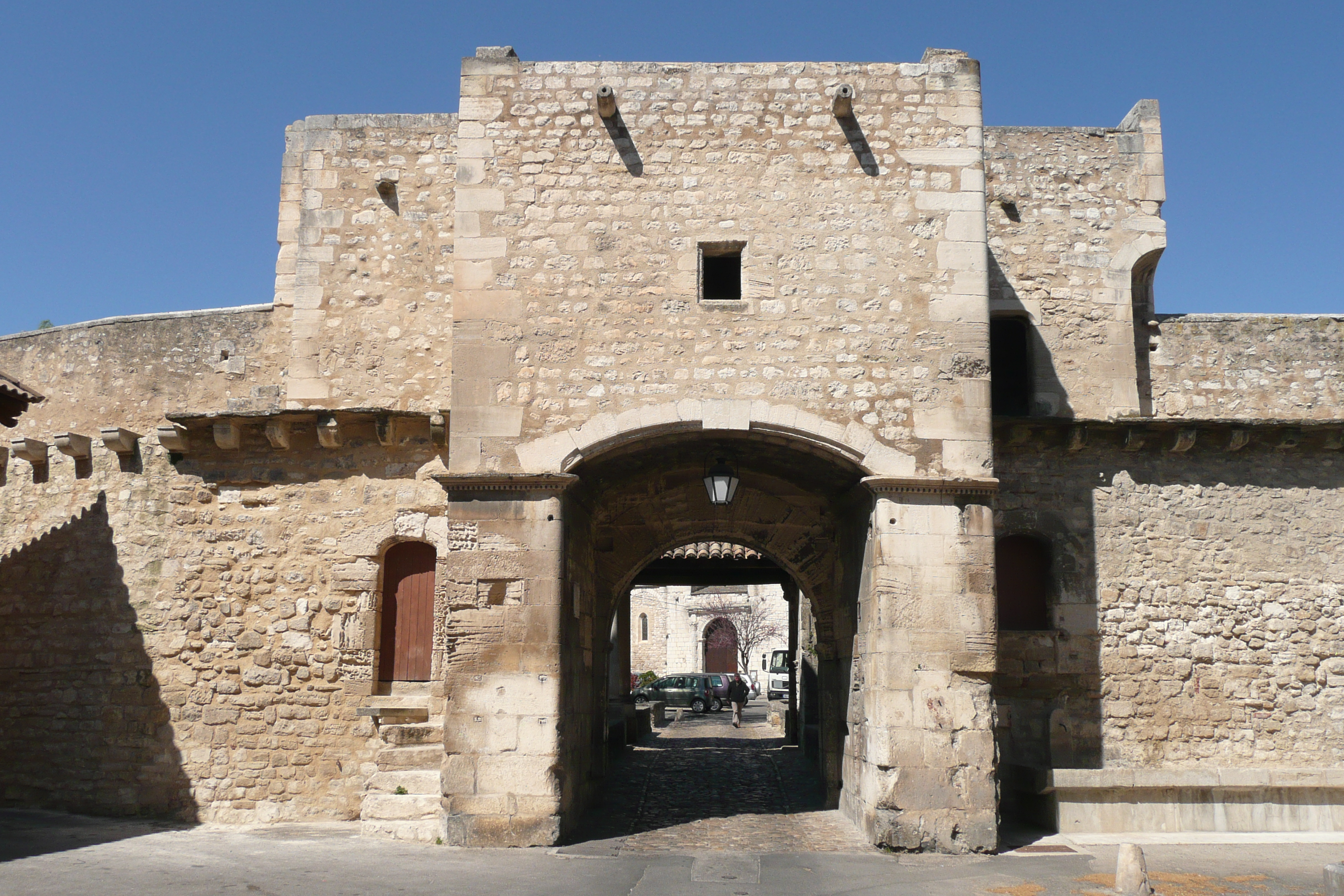
Façade du côté intra-muros.

## Environs
Face à la porte se dresse l'église Notre-Dame-de-Nazareth de Pernes-les-Fontaines.

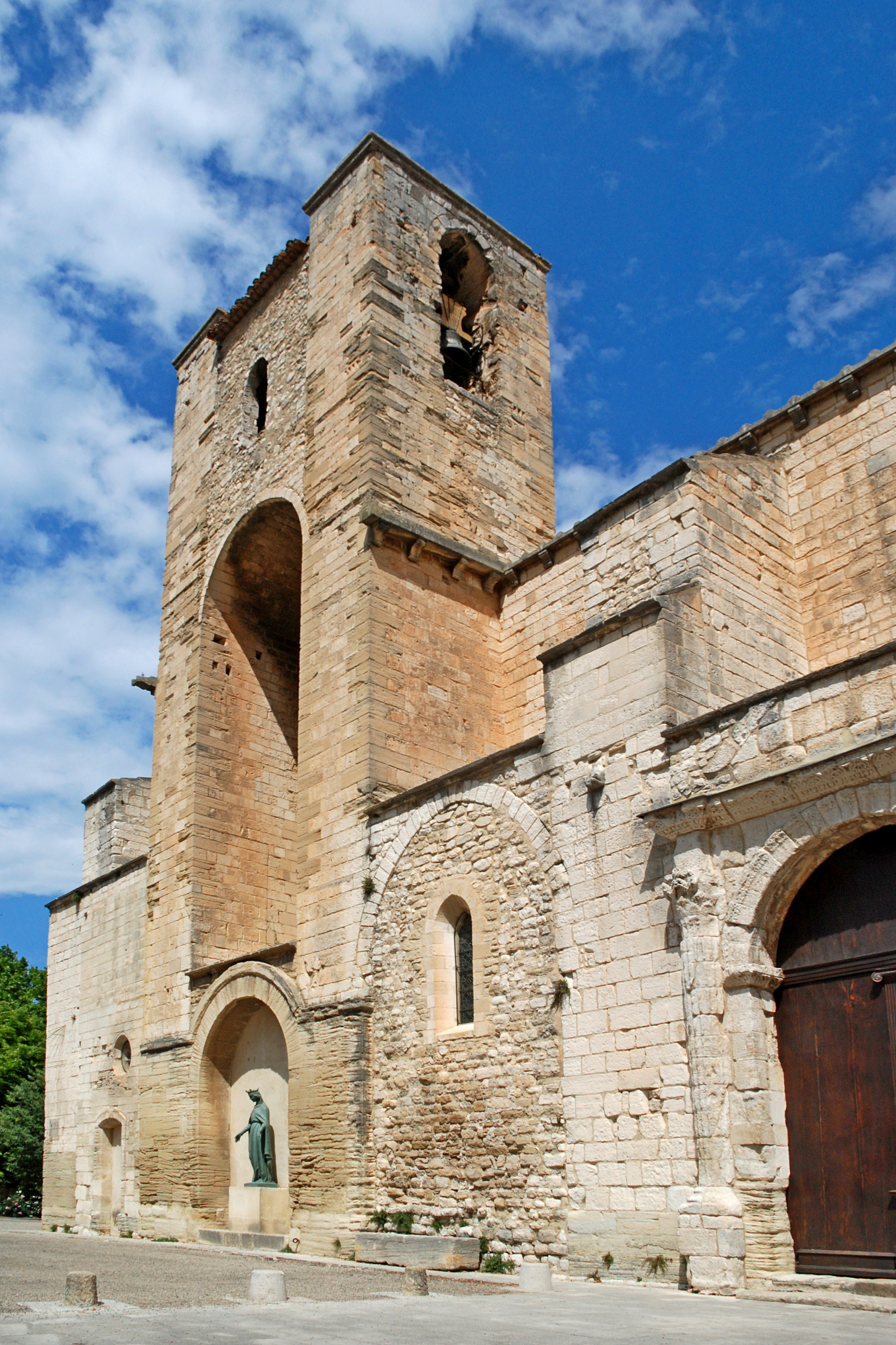
La façade méridionale.
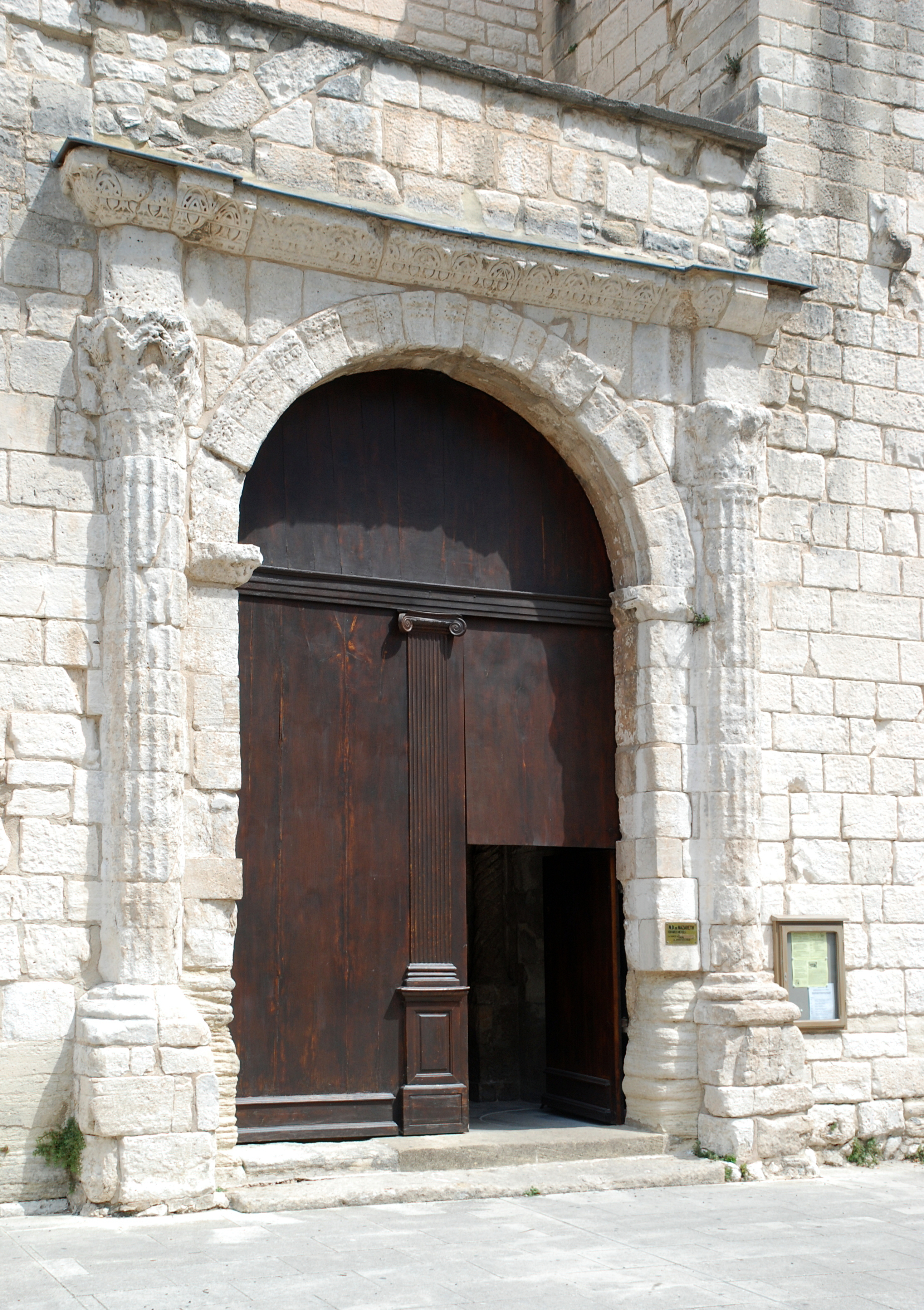
Le portail méridional.
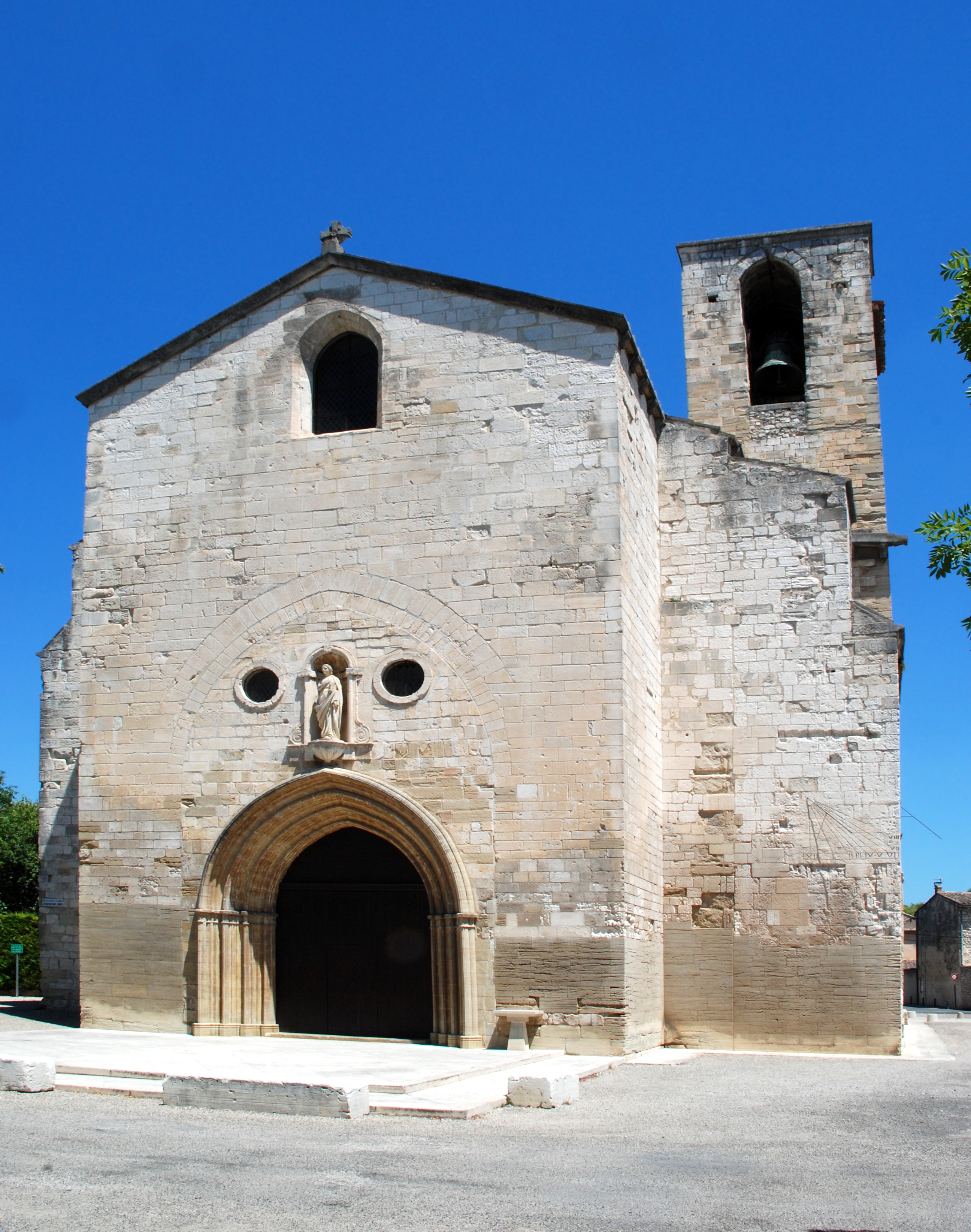
La façade occidentale.
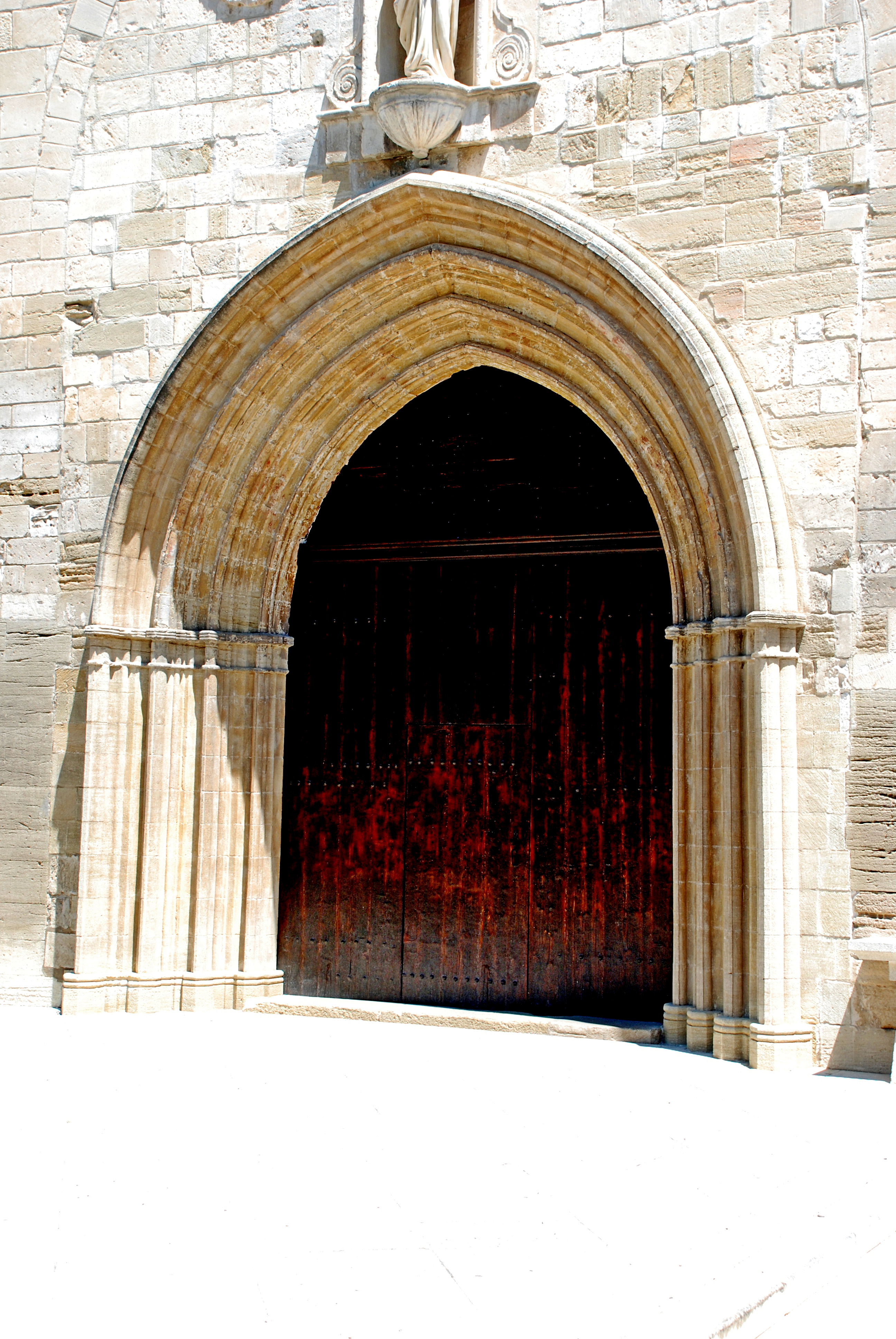
Le portail occidental.